# Källmyrtjärnen (Fjällsjö socken, Ångermanland, 707691-152734)
Källmyrtjärnen är en sjö i Strömsunds kommun i Ångermanland och ingår i Ångermanälvens huvudavrinningsområde. Sjöns area är 0,038 kvadratkilometer och den är belägen 280 meter över havet.